# 9. Werchowna Rada
Die 9. Werchowna Rada wurde am 21. Juli 2019 gewählt und trat am 29. August 2019 zu seiner Konstituierung zusammen. Damit endete die Legislaturperiode der 8. Werchowna Rada und damit die Amtszeit der Regierung Hrojsman. In der 9. Werchowna Rada sind aktuell acht Fraktionen und Gruppen (AVV, ES, Holos, PLF, SN, Dowira, FdZ, WU) vertreten; 21 Abgeordnete sind fraktionslos.

## Sitzungen

### Konstituierende Sitzung
Die 9. Werchowna Rada versammelte sich zur Eröffnungssitzung am 29. August 2019. Oleksij Hontscharuk wurde mit 290 Stimmen zum Ministerpräsidenten gewählt.
Dmytro Rasumkow wurde zum Parlamentspräsidenten und Ruslan Stefantschuk sowie Olena Kondratjuk zu seinen Stellvertretern gewählt.

## Parlamentsvorstand
| Parlamentspräsident  |  | Wahl      | Amtszeit                         |
| -------------------- |  | --------- | -------------------------------- |
| Dmytro Rasumkow      |  | 382–26–0  | 29. August 2019– 7. Oktober 2021 |
| Ruslan Stefantschuk  |  | 261–3–63  | seit 8. Oktober 2021–            |
| 1. Stellvertreter    |  | Wahl      | Amtszeit                         |
| Ruslan Stefantschuk  |  | 330–26–40 | 29. August 2019– 7. Oktober 2021 |
| Oleksandr Kornijenko |  | 256–4–80  | seit 8. Oktober 2021–            |
| 2. Stellvertreter    |  | Wahl      | Amtszeit                         |
| Olena Kondratjuk     |  | 318–0–37  | 29. August 2019– 7. Oktober 2021 |

## Fraktionen und Gruppen
Fraktionen

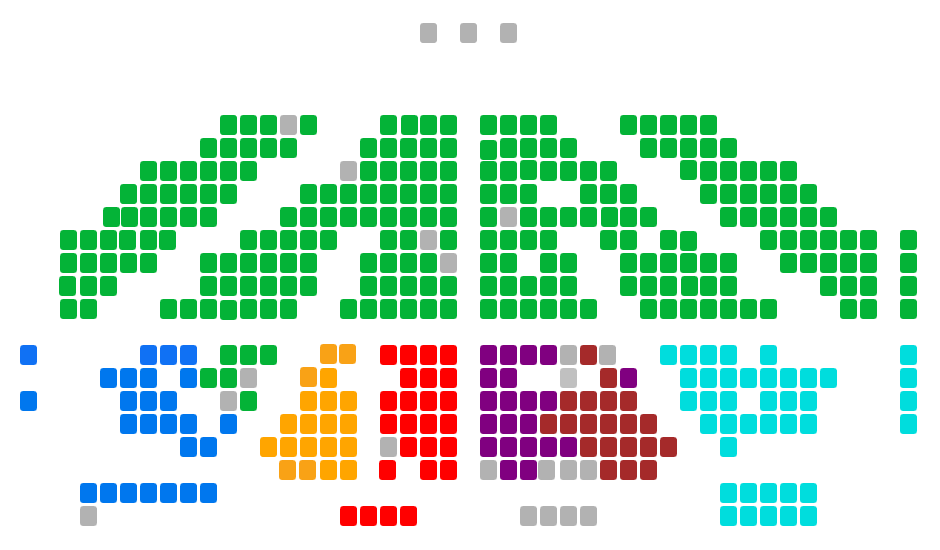
Sitzverteilung in der Kammer zum November 2021:

Die elf in der Werchowna Rada vertretenen Parteien bilden insgesamt fünf Fraktionen:
| Fraktion                                              |                     | Vorsitz                                   | Amtszeit                          |
| ----------------------------------------------------- | ------------------- | ----------------------------------------- | --------------------------------- |
| Sluha narodu                                          |                     | Dawyd Arachamija                          | seit 29. August 2019–             |
| Oppositionsplattform – Für das Leben (bis April 2022) |                     | Jurij Bojko und Wadym Rabinowytsch        | 29. August 2019–14. April 2022    |
| Plattform für Leben und Frieden (ab April 2022)       |                     | Jurij Bojko                               | 21. April 2022–3. November 2023   |
| Europäische Solidarität                               |                     | Artur Herasymow und Iryna Heraschtschenko | seit 29. August 2019              |
| Allukrainische Vereinigung „Vaterland“                |                     | Julija Tymoschenko                        | seit 29. August 2019              |
| Holos                                                 |                     | Jaroslaw Schelesnjak                      | 29. August 2019–17. Dezember 2021 |
| Holos                                                 | Oleksandra Ustinowa | seit 17. Dezember 2021                    |                                   |

Gruppen
| Parlamentarische Gruppe       |  | Vorsitz                         | Amtszeit         |
| ----------------------------- |  | ------------------------------- | ---------------- |
| Dowira                        |  | Oleh Kulinitsch                 | 6. Dezember 2019 |
| Für die Zukunft               |  | Wiktor Bondar und Taras Batenko |                  |
| Wiederherstellung der Ukraine |  |                                 |                  |